# Like It Like That
Like It Like That (en español: Me gusta así) es el quinto álbum de estudio del cantante malayo Guy Sebastian. El álbum fue producido por David Ryan Harris y Fredrick Odesjo y fue publicado el 23 de octubre de 2009 (en Australia) y el 29 de junio de 2010 (en Estados Unidos).

## Sencillos
Like it like that
La canción debutó en el número 6 en la lista de sencillos ARIA de Australia a finales de agosto de 2009, alcanzando el número uno en su cuarta semana, posición en la que permaneció durante dos semanas consecutivas. Estuvo doce semanas en el top diez de ARIA, y 25 semanas en el top 50. Fue certificada 3x platino en Australia por la venta de más de 210 000 copias. Además fue la canción que llegó más alto de un artista australiano en Australia en 2009, y la sexta en ventas en general. En enero de 2010 ARIA publicó una lista de las canciones más vendidas de la década anterior y esta canción se posicionó en el puesto n.º 29  la sexta canción de un artista australiano más vendida. Sebastian fue uno de los dos únicos artistas australianos con más de una canción entre las 100 mejores canciones.  En 2014, Like it Like That alcanzó la certificación 4× platino.
El tema también fue lanzado en Nueva Zelanda en 2011, como segundo single del álbum retrospectivo Sebastián Twenty Ten, alcanzando el puesto N º 30 y obtuvo certificación de oro.

## Posiciones
Lista Semanal ARIA
| Lista (2009)                    | Mejor posición | Certificación |
| ------------------------------- | -------------- | ------------- |
| ARIA Top 50 Albums Chart        | 6              | Platino       |
| New Zealand Top 40 Albums Chart | 28             | —             |

ARIA End of Year charts
| Año  | Lista | Clasificación general | Posición entre artistas Australianos |
| ---- | ----- | --------------------- | ------------------------------------ |
| 2009 | ARIA  | 63                    | 18                                   |
| 2010 | ARIA  | —                     | 36                                   |

## Lista de canciones
| N.º | Título                                  | Escritor(es)                                    | Duración |  |
| 1.  | «Like It Like That»                     | Guy Sebastian, David Ryan Harris, Sean Hurley   | 4:01     |  |
| 2.  | «All To Myself»                         | Guy Sebastian, Carl Dimatago                    | 4:33     |  |
| 3.  | «Art of Love» (Featuring Jordin Sparks) | Guy Sebastian, Adam Reily                       | 3:58     |  |
| 4.  | «Attention»                             | Guy Sebastian, Fredrik Odesjo, Andreas Levander | 3:26     |  |
| 5.  | «Magic» (Featuring Tarryn Stokes)       | Guy Sebastian                                   | 4:19     |  |
| 6.  | «Bring Yourself»                        | Guy Sebastian                                   | 3:39     |  |
| 7.  | «Never Hold You Down»                   | Guy Sebastian, David Ryan Harris                | 3:36     |  |
| 8.  | «Fail To Mention»                       | David Ryan Harris, Guy Sebastian                | 4:12     |  |
| 9.  | «Never Be You»                          | Guy Sebastian, David Ryan Harris, Sean Hurley   | 4:25     |  |
| 10. | «Coming Home»                           | Guy Sebastian, David Ryan Harris                | 4:00     |  |
| 11. | «Undo»                                  | Guy Sebastian                                   | 3:46     |  |
| 12. | «Perfection»                            | Guy Sebastian                                   | 3:29     |  |